# Качинский теологический колледж
Качинский теологический колледж, КТС (кач. Jinghpaw Wunpawng Chyum Hkawlik) — протестантское баптистское учебное заведение в Мьянме, основанное в 1932 году, расположенное в городе Нонгнанге (кач.Nawng Nang) в 14 км от административного центра штата Качин города Мьичина. Колледж является подразделением Ассоциации теологического образования Юго-Восточной Азии (ATESEA). Ежегодно диплом КТС получают около 100 человек.